# داميان (مسرحية)
داميان هي مسرحية كانت في عام ١٩٧٦ وهي عرض شحص واحد عن المبشر الكاثوليكي الأب داميان من تأليف الديث موريس. تم تقديم المسرحية في الأصل في هاواي بواسطة Terence Knapp وكان لها العديد من الإنتاجات الاحترافية والهواة منذ ذلك الوقت. تدور أحداث المسرحية في عام ١٩٣٦ عندما يتم نقل جثة داميان من مولوكاي إلى موطنه بلجيكا.يتم إعادة سرد قصة داميان من خلال سلسة من ذكريات الماضي. تم بث فيلم Damien الذي يظهر فيه Terence Knapp محليًا على PBS في الولايات المتحدة في عام ١٩٧٨ ومرة أخرى في عام ١٩٨٦ على American Playhouse. حصل البث على عدد من الجوائز بما في ذلك جائزة بيبودي.

## الديث موريس (١٩٠٩-١٩٩٧)
ولد Aldyth Vernon Morris في ٢٤ آب عام ١٩٠٩ في لوغان ، مقاطعة كاش ، يوتا ، الولايات المتحدة الأمريكية ، وهو الثاني من بين ستة أطفال ولدوا لبيتر ويستون وفاني موغان فيرنون. بعد العمل في سان فرانسيسكو ونيويورك ، انتقلت موريس إلى هونولولو في عام ١٩٢٩. كانت لعدة سنوات مديرة تحرير مطبعة جامعة هاواي. كتبت ثماني مسرحيات؛ تقريبا كل الأبطال لديهم بعض الارتباط بتاريخ هاواي. في عام ١٩٧٨ ، حصل موريس على «جائزة هاواي للأدب».

### أعماله
- Captain James Cook (1978)
- Lili'uokalani (1993)
- Robert Louis Stevenson Appointment on Moloka'i (1995)

## الروابط الخارجية
- Aldyth Morris at doollee.com
- Review of the film of Knapp's production of Damien
- Website for information on the Stauros U.S.A. production of Damien